# 里彭學院 (威斯康星州)

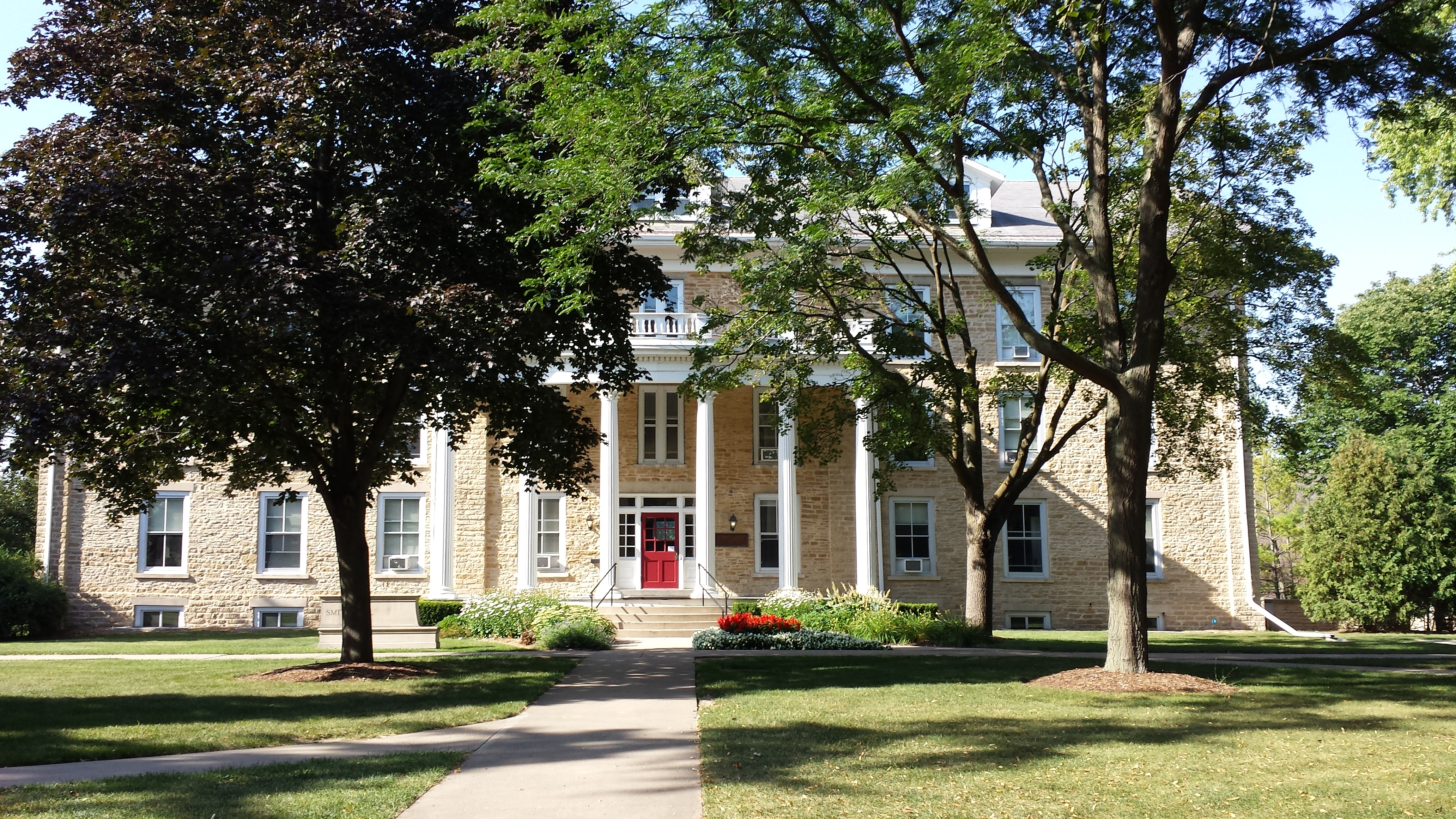
大學的史密斯堂（Smith Hall）

里彭學院（Ripon College）是位於美國威斯康星州里彭的一所私立文理学院，成立於1851年，1853年正式開課。它本來受公理會及長老宗掌控，1868年獨立，但仍有一定的宗教背景。2015年《美國新聞與世界報道》在“全國文理學院”排名中將其列在第113位。